# Fracție molară
Fracția molară e un mod de exprimare a concentrației unui component dintr-un amestec sau soluție, fiind raportul dintre cantitatea (numărul de moli) componentului și cantitatea totală din soluție. Se notează de obicei cu xi sau xA după cum e notat componentul. Este deci o mărime adimensională. Prin înmulțire cu 100 rezultă procentul molar al componentului. În amestecuri ideale coincide ca valori numerice cu fracția volumică.
{\displaystyle x_{i}\ {\stackrel {\mathrm {def} }{=}}\ {\frac {n_{i}}{n}}}
unde
{\displaystyle n=\sum _{i}n_{i}\,}

## Definire
Fracția molară a unui component se poate calcula cunoscând masele componenților din amestec:
{\displaystyle x_{i}={\frac {\frac {m_{i}}{M_{i}}}{\sum _{i}{\frac {m_{i}}{M_{i}}}}}}
Intr-un compus raportul molar este dat de raportul numerelor de atomi din compusul respectiv. Spre deosebire de fracția molară raportul molar este dat de cantitatea unui component prin raportare la cantitatea solventului.

## Proprietăți
Suma fracțiilor molare ale componenților e egală cu 1, condiție de normare. Aceasta rezultă din definiția fracției molare. 
{\displaystyle \sum _{i}x_{i}\ {\stackrel {\mathrm {def} }{=}}\ 1\,}
Din definiție mai rezultă că componentul pur are o fracție molară de 1, iar daca componentul nu este prezent în amestec fracția sa molară e 0. Așadar fracție molară ia valori între 0 și 1.
Pentru un sistem format din 3 componenți se pot determina fracțiile a doi componenți 1,3 in funcție de un component de referință 2:
{\displaystyle x_{1}={\frac {1-x_{2}}{1+{\frac {x_{3}}{x_{1}}}}}}
{\displaystyle x_{3}={\frac {1-x_{2}}{1+{\frac {x_{1}}{x_{3}}}}}}

## Mărimi înrudite

### Fracție masică
Relația dintre fracția molară și cea masică e dată de formula de mai jos, unde Mi e masa molară a componentului i iar M masa molară medie a amestecului.
{\displaystyle x_{i}=w_{i}\cdot {\frac {M}{M_{i}}}}

### Concentrație molară
{\displaystyle c_{i}={\frac {x_{i}\rho }{M}}={\frac {x_{i}\rho }{\sum _{i}x_{i}M_{i}}}}

### Concentrație masică
{\displaystyle x_{i}={\frac {\rho _{i}}{\rho }}\cdot {\frac {M}{M_{i}}}}

### Molalitate
{\displaystyle x=(1+(M_{0}\,b)^{-1})^{-1},\ b={\frac {x}{M_{0}(1-x)}},}
unde M0 este masa molară a solventului.
Pentru soluții n-soluți/un-solvent, fie xi fracția molară a solutului i,
{\displaystyle x_{i}=x_{0}M_{0}\,b_{i},\ b_{i}={\frac {b_{0}x_{i}}{x_{0}}},}
unde x0 e fracția molară a solventului, exprimată ca funcție de molalități și celelalte fracții molare:
{\displaystyle x_{0}=(1+M_{0}\textstyle \sum _{j=1}^{n}{b_{j}})^{-1}=1-\sum _{j=1}^{n}{x_{j}}.}